# Registro Nacional de Lugares Históricos em Nova Hampshire
Edifícios, locais, distritos e objetos no Registro Nacional de Lugares Históricos em Nova Hampshire. Desde 14 de março de 2014 existem 757 propriedades e distritos listados do Registro Nacional de Lugares Históricos nos 10 condados de Nova Hampshire, incluindo os 23 nomeados no Marco Histórico Nacional.
O condado de Cheshire é o que contem a maior quantidade de registros, enquanto o condado de Coös contem a menor quantidade. Os primeiros NRHPs em Nova Hampshire foram designados em 15 de outubro de 1966 e o mais recente em 5 de fevereiro de 2014.

## Números de propriedades por condado
A relação a seguir lista as entradas atuais, por condado, pertencentes ao Registro Nacional de Lugares Históricos. Estas somas são baseadas em inscrições no Banco de Dados do Cadastro Nacional de Informações a partir de 24 de abril de 2008, e nas novas listas semanais postadas desde então no site do National Register of Historic Places. Há inclusões freqüentes e exclusões ocasionais à lista, fazendo com que as contagens mostradas aqui sejam aproximadas e não oficiais. Igualmente, a contagem desta tabela exclui o aumento e diminuição de fronteiras que modificam a área coberta por uma propriedade existente ou distrito e que apresentem um número de referência nacional distinto no Regisro Nacional.
|              | \| \| Condado \| Nº de lugares \| \| ------------ \| ------------ \| ------------- \| \| 1 \| Belknap \| 45 \| \| 2 \| Carroll \| 46 \| \| 3 \| Cheshire \| 151 \| \| 4 \| Coös \| 26 \| \| 5 \| Grafton \| 69 \| \| 6 \| Hillsborough \| 104 \| \| 7 \| Merrimack \| 89 \| \| 8 \| Rockingham \| 121 \| \| 9 \| Strafford \| 40 \| \| 10 \| Sullivan \| 67 \| \| (duplicados) \| (duplicados) \| (1)[3] \| \| TOTAL \| TOTAL \| 757 \| |               |
|              | Condado | Nº de lugares |
| 1            | Belknap | 45            |
| 2            | Carroll | 46            |
| 3            | Cheshire | 151           |
| 4            | Coös | 26            |
| 5            | Grafton | 69            |
| 6            | Hillsborough | 104           |
| 7            | Merrimack | 89            |
| 8            | Rockingham | 121           |
| 9            | Strafford | 40            |
| 10           | Sullivan | 67            |
| (duplicados) | (duplicados) | (1)           |
| TOTAL        | TOTAL | 757           |